# 41 for Freedom

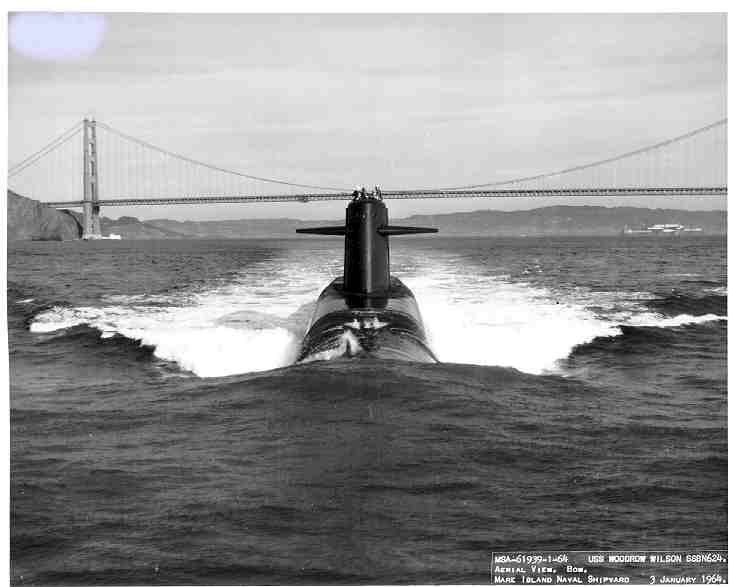
USS Woodrow Wilson faisant partie des 41 sous-marins nucléaires lanceurs d'engins dans la baie de San Francisco.

41 for Freedom, en anglais : les 41 pour la liberté, fait référence aux sous-marins nucléaires des classes George Washington, Ethan Allen, Lafayette, James Madison et Benjamin Franklin. Tous ces sous-marins sont entrés en service entre 1959 et 1967, l'objectif était de créer rapidement une force maritime de dissuasion crédible et durable. Ce surnom de 41 for Freedom a été donné au début des années 1960 qui est annoncé l'objectif de 41 sous-marins nucléaires lanceur d'engins. Les accords de non-prolifération nucléaire de 1972, SALT I, limitent le nombre de tubes lance-missile sur les sous-marins à 656, sur la base du total des 41 sous-marins, conformément à l'objectif du traité de limiter les armes nucléaires stratégiques au nombre déjà existant.